# Obóz TA
Obóz TA – polska grupa muzyczna wykonująca hip-hop. Powstała w 1997 roku w Łodzi. Na przestrzeni lat w jej skład wchodzili Ernest "Red" Ivanda, Paweł "Spinache" Grabowski, Bartek "Czizz" Serafiński, Emes OTA oraz Adam "O.S.T.R." Ostrowski. Skład Obóz TA bezpośrednio nawiązuje do formacji Thinkadelic.
"Moi ludzie", "By usłyszeć to co zawsze" i "Dla publiki szerszej" ukazały się w 1999 i 2000 roku na kompilacjach płytowych dołączanych do magazynu branżowego Klan. Także w 1999 roku grupa wystąpił gościnnie na jedynym albumie zespołu Parafun – Jedna siła jeden cel w utworze "Wrócę". 21 lipca 2000 roku ukazał się debiutancki album formacji zatytułowany Obóz TA. Wydawnictwo ukazało się nakładem wytwórni muzycznej Camey Studio. Produkcji materiału podjęli się Red, Spinache, O.S.T.R. i DJ Złodziej. Gościnnie w nagraniach wzięli udział Enter, Meis, D. P., Upstars, Mizone i Kochan. Album poprzedził wydany w czerwcu, także 2000 roku singel pt. "Kochamy" do którego został zrealizowany teledysk, który wyreżyserował Dominik Blok.
W 2001 roku na kompilacji Robię swoje 2, wydanej przez Camey Studio znalazł się utwór Obóz TA – "5 światów" z udziałem Mizone. Następnie w atmosferze konfliktu skład opuścił O.S.T.R. Druga płyta formacji pt. OBÓ2 TA ukazała się 17 czerwca 2004 roku nakładem wytwórni muzycznej Fonografika. Gościnnie na albumie wystąpili Dedote i Oxy. Nagrania zostały wyprodukowane przez Spinache, Reda, N.O/Respekt, Dimo, Miko i Absolwenta. Natomiast za scratche na płycie odpowiedzialny był DJ Cube. W ramach promocji do utworów "Na zawsze", "Kości rzucone 4" i "Miłość do hip-hopu 2" zostały zrealizowane teledyski.	Także w 2004 roku nagrania Obóz TA ukazały się na popularnych składankach ESKA Squad 2, Hiphopstacja 2 oraz VIVA Hip Hop vol.4.
W 2005 roku projekt został zarzucony.

## Dyskografia
| Tytuł   | Dane dot. albumu                               |
| ------- | ---------------------------------------------- |
| Obóz TA | - Data: 21 lipca 2000 - Wydawca: Camey Studio  |
| OBÓ2 TA | - Data: 17 czerwca 2004 - Wydawca: Fonografika |

| Tytuł   | Rok  | Album   |
| ------- | ---- | ------- |
| Kochamy | 2000 | Obóz TA |

| Album                          | Rok  | Utwór                                                       | Źródło |
| ------------------------------ | ---- | ----------------------------------------------------------- | ------ |
| Klan CD#10                     | 1999 | Obóz TA – "Moi ludzie" Obóz TA – "By usłyszeć to co zawsze" | [ 5 ]  |
| Parafun – Jedna siła jeden cel | 1999 | "Wrócę"                                                     | [ 6 ]  |
| Klan CD#12                     | 2000 | Obóz TA – "Dla publiki szerszej"                            | [ 7 ]  |
| Robię swoje 2                  | 2001 | Mizone, Obóz TA – "5 światów"                               | [ 8 ]  |
| ESKA Squad 2                   | 2004 | Obóz TA – "Kości rzucone 4" (Bones Remix)                   | [ 9 ]  |
| Hiphopstacja 2                 | 2004 | Obóz TA – "Na zawsze"                                       | [ 10 ] |
| VIVA Hip Hop vol.4             | 2004 | Obóz TA – "Na zawsze"                                       | [ 11 ] |

## Teledyski
| Tytuł                  | Rok  | Reżyseria/Realizacja                  | Album   | Źródło |
| ---------------------- | ---- | ------------------------------------- | ------- | ------ |
| "Kochamy"              | 2000 | Dominik Blok                          | Obóz TA | [ 12 ] |
| "Na zawsze"            | 2004 | Alexandre Jaquet, Ernest "Red" Ivanda | Obóz TA | [ 13 ] |
| "Kości rzucone 4"      | 2004 | —                                     | Obóz TA | [ 14 ] |
| "Miłość do hip-hopu 2" | 2005 | Bartek "Czizz" Serafiński             | Obóz TA | [ 15 ] |